# Brzezowiec
Brzezowiec – osiedle i wschodnia część miasta Brzeska. Od północy graniczy z Osiedlem Szczepanowskim, a od zachodu z Osiedlem Solskiego. Dawna wieś.

## Historia
W dokumencie z 24 stycznia 1385 roku królowa Jadwiga nadaje Spytkowi – wojewodzie krakowskiemu Brzesko i 33 wsi, wśród nich ówczesny Brzezowiec. Do 31 lipca 1934 roku wieś znajdowała się w granicach gminy Słotwina-Brzezowiec, kiedy to została włączona do gminy Okocim. Z dniem 1 stycznia 1951 została włączona, wraz z całą gromadą Słotwina-Brzezowiec, do miasta Brzeska.

## Obiekty
- Komenda Powiatowa Policji
- Tereny przemysłowo-spedycyjne: Polampack, Canpack i inne
- Sala Królestwa Świadków Jehowy